# 大格罗夫镇区 (艾奥瓦州约翰逊县)
大格罗夫镇区（英語：Big Grove Township）是位于美国爱荷华州约翰逊县的一个行政镇区。

## 地方资料
大格罗夫镇区建立于1845年。